# معبد ریننو
In Japanese
| founded_by = شودو
| year_completed = ۷۶۶
}}
معبد ریننو (به ژاپنی: 輪王寺 Rinnō-ji) مجموعه‌ای از ۱۵ ساختمان معبد آیین بودایی در شهر نیکو، توچیگی، استان توچیگی، در ژاپن است. این معابد در سال ۷۶۶ توسط راهب بودایی، شودو احداث شده است.